# Larisso
Larisso (in greco antico: Λάρισσος?, anche Riolitiko) è un fiume della parte occidentale dell'Acaia, nel sud della Grecia. La sua sorgente è sul versante occidentale delle colline Movri, nei pressi del villaggio di Mataragka. Attraversa la laguna Prokopos, e sfocia nel Mar Ionio nel villaggio di Kalogria. Altri villaggi lungo il suo corso sono Kagkadi, Apideonas e Lappas. Il corso completo si trova all'interno dell'unità comunale di Larissos, che prese il nome dal fiume. 

## Storia
Nell'antichità era il confine tra Acaia (regione storica) e Elis. Vicino al fiume vi era l'antica città di Dymi e (secondo Strabone) anche Larissa. Secondo la mitologia greca, Eracle bevve la sua acqua per pulire le stalle di Augia.